# تئوری موسیقی (کتاب پورتراب)
تئوری موسیقی عنوان کتابی اثر موسیقیدان ایرانی «مصطفی کمال پورتراب» است.

طبق آنچه که نویسنده کتاب در پیشگفتار آن آورده‌است، این کتاب اولین بار در سال ۱۳۴۵ نوشته و به صورت جزوه در اختیار هنرجویان هنرستان عالی موسیقی ملی قرار گرفت. در سال ۱۳۵۸ توسط نگارنده تکمیل شد و اصطلاحات موسیقی به زبان‌های انگلیسی، فرانسه، آلمانی و ایتالیایی به آن افزوده شد و در سال ۱۳۵۹ توسط «انتشارات چنگ» در «قطع جیبی» منتشر شد. در سال ۱۳۶۳ چندین بار در «قطع رُقعی» به چاپ رسید. در سال ۱۳۶۸ با ویرایش و حروف چینی مجدد توسط «انتشارات چشمه» منتشر شد. این کتاب تا کنون ۶۱ بار به چاپ رسیده‌است.

## نویسنده
«مصطفی کمال پورتراب» آهنگ‌ساز و تئوریسین سرشناس موسیقی ایران بود. او از اعضای هیئت مؤسس و نایب‌رئیس شورای عالی خانهٔ موسیقی ایران بود. او چندین کتاب در زمینه موسیقی تألیف و ترجمه کرده‌است که از آن میان کتاب «تئوری موسیقی» شهرت بسیاری دارد.

## محتوا
کتاب «تئوری موسیقی» قواعد و اصطلاحات موسیقی کلاسیک را در ۲۰۷ صفحه و در قالب ۷ فصل بیان می‌کند. در انتهای هر فصل تمرین و پرسش‌هایی به جهت یادگیری بهتر هنرجویان گنجانده شده‌است.

## نقد
برخی معتقدند که کتاب «تئوری موسیقی پورتراب» بهترین و کامل‌ترین کتاب آموزش نت یا الفبای موسیقی و یکی از مهمترین آثار در زمینه تئوری موسیقی است.